# Mwangeza
Mwangeza è una circoscrizione rurale (rural ward) della Tanzania situata nel distretto di Mkalama, regione di Singida. Conta una popolazione di 19 258 abitanti (censimento 2012).